# Decembrie 2008
Acest articol este generat integral pe baza informațiilor din articolul 2008 și este actualizat periodic de un robot.
 Editările făcute în articol vor fi șterse la următoarea actualizare! Dacă doriți să faceți modificări, editați articolul-sursă.

ianuarie -
februarie -
martie -
aprilie -
mai -
iunie -
iulie -
august -
septembrie -
octombrie -
noiembrie -
decembrie
Decembrie 2008 a fost a douăsprezecea lună a anului și a început într-o zi de luni.

## Evenimente

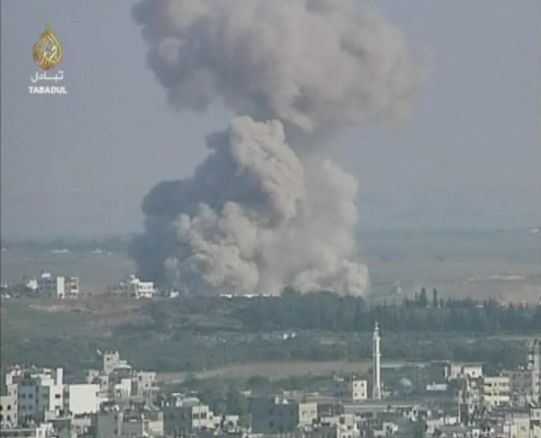
Război în fasia Gaza

- 12 decembrie: Confederația elvețiană a aderat oficial la spațiul Schengen însă este amenințată de excluderea din acest spațiu dacă la referendumul din februarie nu va adopta extinderea acordului de liberă circulație pentru România și Bulgaria.
- 14 decembrie: Liderii PDL și PSD au semnat "Parteneriatul pentru România".
- 22 decembrie: Emil Boc devine prim-ministrul României.
- 27 decembrie: Israel inițiază o serie de atacuri aeriene în Fâșia Gaza soldate cu peste 375 de morți.
- 31 decembrie: Ceasurile atomice trebuie să înregistreze o secundă în plus pentru a ține pasul cu mișcarea de rotație ușor încetinită a planetei.

## Decese
- 1 decembrie: Aurel Vernescu, 69 ani, caiacist român, dublu laureat olimpic (n. 1939)
- 2 decembrie: Carlos María Abascal Carranza, 59 ani, om politic mexican (n. 1949)
- 4 decembrie: Forrest J. Ackerman (Weaver Wright, Spencer Strong), 92 ani, editor american (n. 1916)
- 5 decembrie: Alexei al II-lea (n. Alexei Mihailovici Rüdiger), 79 ani, patriarh al Bisericii Ortodoxe Ruse (n. 1929)
- 5 decembrie: Ticu Dumitrescu (n. Constantin-Grigore Dumitrescu), 80 ani, om politic, deținut politic român (n. 1928)
- 5 decembrie: Beverly Garland, 81 ani, actriță americană de film (n. 1926)
- 5 decembrie: Anca Parghel, 51 ani, cântăreață și profesoară română de jazz (n. 1957)
- 6 decembrie: Paul Niculescu-Mizil, 85 ani, comunist român (n. 1923)
- 9 decembrie: Ibrahim Dossey, 36 ani, fotbalist ghanez (portar), (n. 1972)
- 10 decembrie: Florica Orăscu, 91 ani, cântăreață română  (n. 1917)
- 12 decembrie: Sigitas Zigmas Geda, 65 ani, poet lituanian (n. 1943)
- 12 decembrie: Vasile Gorduz, 77 ani, sculptor român (n. 1931)
- 12 decembrie: Van Johnson (Charles Van Dell Johnson), 92 ani, actor american (n. 1916)
- 12 decembrie: Tassos Papadopoulos (n. Efstathios Nikolaou Papadopoulos), 74 ani, al 5-lea președinte al Ciprului (2003-2008), (n. 1934)
- 15 decembrie: Anghel Rugină, 95 ani, economist american de etnie română (n. 1913)
- 15 decembrie: Romeo-Marius Trifu, 69 ani, deputat român (1990-1992), (n. 1939)
- 16 decembrie: Eugen Cizek, 76 ani, istoric și filolog român (n. 1932)
- 16 decembrie: Nikoła Karaklajić, 82 ani, șahist sârb (n. 1926)
- 18 decembrie: Majel Barrett (Majel Barrett-Roddenberry), 76 ani, actriță americană și producător executiv (n. 1932)
- 18 decembrie: Conor Cruise O'Brien, 91 ani, politician irlandez (n. 1917)
- 20 decembrie: Adrian Mitchell, 76 ani, scriitor britanic (n. 1932)
- 20 decembrie: Robert Mulligan, 83 ani, regizor și producător de film, american (n. 1925)
- 20 decembrie: Petru Pascari, 92 ani, politician din R. Moldova (n. 1929)
- 21 decembrie: Raluca Zamfirescu, 84 ani, actriță română de teatru și film, fiica scriitorului George Mihail Zamfirescu (n. 1924)
- 24 decembrie: Samuel P. Huntington, 81 ani, politolog american (n. 1927)
- 24 decembrie: Harold Pinter, 78 ani, dramaturg britanic de etnie evreiască (n. 1930)
- 24 decembrie: Nicolae Praida, 75 ani, actor român născut în Bulgaria (n. 1933)
- 24 decembrie: Haralamb Zincă (n. Hary Isac Zilberman), 85 ani, scriitor român de etnie evreiască (n. 1923)
- 25 decembrie: Eartha Mae Kitt, 81 ani, actriță americană (n. 1927)
- 25 decembrie: Ann Savage, 87 ani, actriță americană (n. 1921)
- 25 decembrie: Ann Savage, actriță americană (n. 1921)
- 28 decembrie: Quentin C. Aanenson, 87 ani, aviator american (n. 1921)
- 30 decembrie: Mircea Soțchi-Voinicescu, 58 ani, actor de teatru și film din R. Moldova (n. 1950)